# Bakong
Bakong (in lingua khmer:ប្រាសាទបាគង) è il primo tempio-montagna di arenaria costruito dai sovrani dell'Impero Khmer ad Angkor, nei pressi della moderna cittadina di Siem Reap, in Cambogia. Negli ultimi decenni del IX secolo fu il tempio di stato di re Indravarman I nell'antica capitale di Hariharalaya, in un'area attualmente chiamata Roluos.

## Storia
Nell'anno 802 d.C., il primo re di Angkor Jayavarman II si autoelevò, secondo un rito di provenienza indiana, al rango di Chakravartin, "Re del Mondo", e dichiarò la sovranità autonoma della Kambuja. Dopo alterne vicende, stabilì la sua capitale ad Hariharalaya. Pochi decenni dopo i suoi successori costruirono il Bakong, il primo tempio-montagna di Angkor in arenaria, in diverse fasi. Secondo l'iscrizione della stele di fondazione (classificata K.826), nell'anno 881 re Indravarman I dedicò il tempio al dio Shiva e ne consacrò l'immagine religiosa centrale, un lingam il cui nome, Sri Indresvara, era una combinazione del nome del re e del dio stesso ("Iśvara"). Secondo George Coedès il culto devaraja consisteva nell'idea dell'essenza divina del sovrano come legittimazione del potere reale, ma autori successivi affermano che esso non implicava di necessità il culto della persona fisica del sovrano stesso.
Il Bakong ebbe il ruolo di centro religioso dello stato solo per pochi anni, ma gli ampliamenti del XII o XIII secolo testimoniano che non fu comunque abbandonato. Verso la fine del IX secolo il figlio e successore di Indravarman, Yasovarman I, sposto la capitale in una zona a una quindicina di km a nord-ovest, nell'odierno sito di Angkor. La nuova città, Yasodharapura, sorse attorno ad un nuovo tempio-montagna: Phnom Bakheng.

## Descrizione del sito

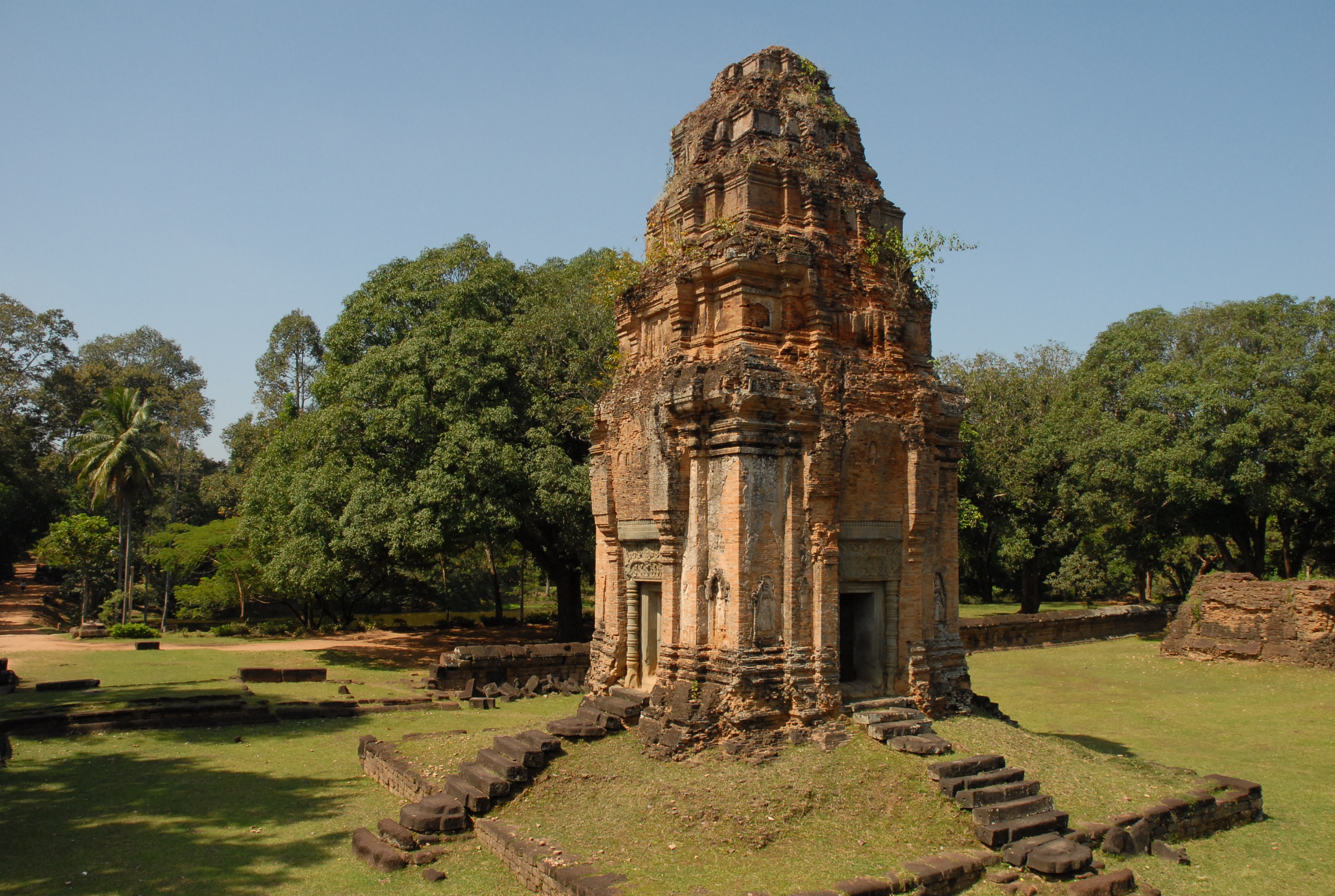
Le torri in mattoni che circondano la piramide centrale ricordano quelle degli altri templi di Hariharalaya, Preah Ko e Lolei.

Il sito del Bakong nella sua estensione totale misura 900 metri per 700 metri e consta di tre recinti concentrici, separati da due fossati. L'asse principale del tempio corre da est ad ovest. Il recinto più esterno non né mura né gopura di ingresso ed è delimitato dal fossato esterno, oggi solo parzialmente visibile. L'attuale strada di accesso porta al limite del secondo recinto. Il fossato più interno delimita un'area di 400 per 300 metri, con resti di un muro di laterite e di quattro gopura cruciformi, ed è attraversato da un'ampia strada sopraelevata in terra battuta, fiancheggiata dai corpi distesi di nāga a sette teste, in un abbozzo di ponte nāga. Nell'area tra il fossato esterno e quello interno vi sono i resti di almeno 22 templi satelliti in mattoni. Il recinto più interno, circondato da un muro di laterite, misura 160 per 120 metri e contiene la piramide centrale del tempio e otto torri di mattoni, due per ciascun lato della piramide. Vi trovano spazio anche un certo numero di edifici più piccoli. Immediatamente fuori dal gopura orientale vi sono gli edifici del tempio buddista moderno.

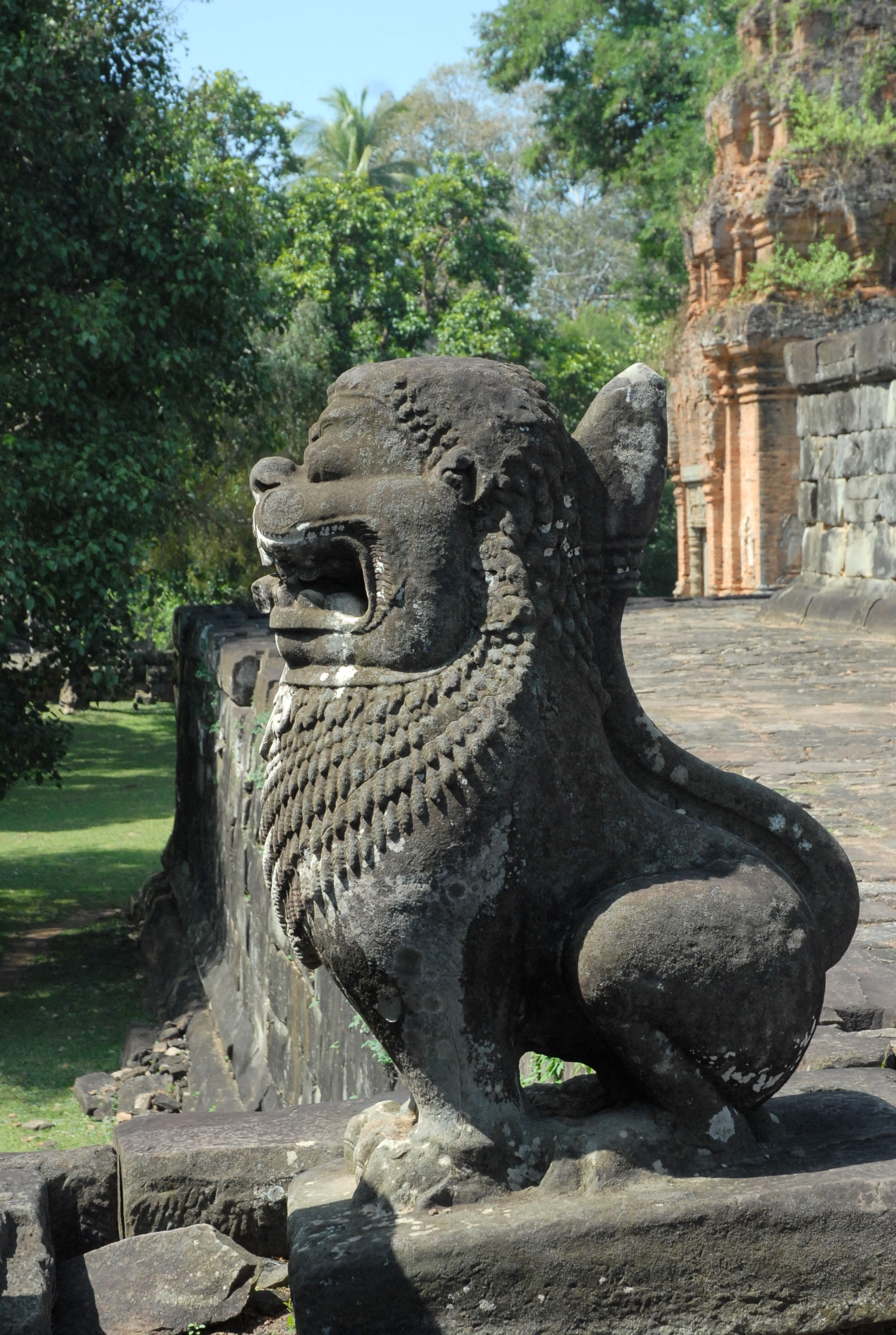
Un leone guardiano sorveglia la scalinata della piramide centrale.

La piramide vera e propria ha cinque livelli e alla base misura 65 metri per 67 metri. Fu ricostruita negli anni Trenta su iniziativa del sovrintendente di Angkor, Maurice Glaize, secondo i metodi dell'anastilosi. Sulla cima si trova una singola torre, di epoca posteriore, nello stile del tempio di Angkor Wat del XII secolo.
Si ritiene che in origine la piramide fosse ricoperta di bassorilievi in stucco, ma oggi ne rimangono solo frammenti. Quello di una scena drammatica che raffigura ciò che sembra un asura in combattimento dà un'idea dell'alta qualità della lavorazione. Grandi statue in pietra di elefanti sono poste come guardiani agli angoli dei tre livelli inferiori della piramide. Statue di leoni guardiani sorvegliano le scalinate.